# Nacaeus sculpturatus
Nacaeus sculpturatus är en skalbaggsart som först beskrevs av Sharp 1887.  Nacaeus sculpturatus ingår i släktet Nacaeus och familjen kortvingar. Inga underarter finns listade i Catalogue of Life.